# 忍者亂太郎角色列表
本表列出所有在日本動畫《忍者亂太郎》（或原著漫畫：《落第忍者亂太郎》）中曾經出場過的人物。特別的是，大多數登場人物的名字，都是取自原作者尼子騷兵衛出生地兵庫縣尼崎市相關的地名或事物。

## 忍術學園
由往昔的天才忍者大川平次渦正所創辦。校地面積相當廣大，設定在近畿地區某深山的某處。因為是忍者的學校，因此詳細地點是秘密（原則上是這樣，但事實上是作者什麼都沒在想）。只要有繳學費任何人都可以進來念，不過有畢業考試。
男生班有六個學年，每一學年都分為「伊、綠（呂）、葉（波）」三組。而每班都各有一位教科與實技老師擔任導師授以學業。另一方面，女學生則分配在「女忍者教室」，和男學生分開上課。
忍術學園的招牌是作者為了提醒讀者的注意以及視覺上的美觀考量而揭露的。忍術學園的教科書，男學生所用的是「忍蛋之友」，女生用的是「女忍者之友」。校內有餐廳、澡堂、池塘、忍蛋宿舍、食材倉庫、火藥庫、用具室及學園長室等，操場則有兩個。男生教室和女生教室分開。

### 一年級生
制服顏色為水藍色，有井字和圓圈花樣，雖然有時候會與二年級生鬥氣，但彼此感情不俗。

#### 一年葉組（一年は組（いちねんはぐみ）、一年丙班）
成績較差的班級，只有出席率最好，因為經常在補課，和遇到不同忍者和事件，所以實戰經驗豐富。原本班上為九人，後有喜三太和金吾轉入增加至十一人（動畫初期還曾有吉松、音吉和權兵衛等原創角色，加入喜三太後變成十二人的舊設定）。土井半助和山田傳藏是班上的指導教師。在動畫中翻譯為一年丙班（香港為丁班），不過其實是錯誤的順序（正確順序為，即伊呂波順）。漫畫中有「忍術學園發生的麻煩中，十之八九和一年葉組、學園長或事務員小松田有關」的說法。

##### 豬名寺 亂太郎
攝津國出身，十歲，射手座♐，O型，家中世代皆為貧窮的三流忍者（其父自稱二流，動畫中則是「貧苦出身的普通忍者」）。爸爸是忍者，媽媽以前是女忍者。為了成為一流忍者而進入忍術學校。頭髮柔細，所以無法綁髮髻。名字的由來是和作者本人一樣有嚴重的散光（亂視，在漫畫第八集後面提及），姓氏的由來則是兵庫縣尼崎市豬名寺。一百公尺跑十秒的快跑高手（詳見動畫第1期5集：一番偉いのは誰　の段），是一年葉組中（也是全一年級中）跑最快的（在動畫中有曾經很在意三治郎會追過他的原創劇情）。在班上常常連任保健委員，只有一次曾擔任用具委員。擅長繪畫，所以常常在找人時畫模擬人相。為人天真開朗，精力充沛，老好人一名，但也因這樣的個性常常被捲入麻煩事端中，所以又有「不運小僧」（倒楣小子）的別名。
在三人組中是阻止霧丸及新兵衛暴走的正經角色，但也因此存在有時不如霧丸及新兵衛。動畫初期中有喜歡牛奶、收音機體操及書卷的原創設定，語尾常加「～啦！」。擅於和人交談，尤其很能傾聽老人家講閒話。喜歡的詞語是「努力」。
在漫畫中的第一人稱是「僕」，動畫中則曾有自稱「俺」、但後來固定為「私」。在忍蛋宿舍中和霧丸、新兵衛寢室(土井老師說這樣才能取得平衡)。
比較關心伊作（就好像母子關係），伊作有危險的時候他是最擔心前輩的。
從動畫第19期開始每年都有和伊作、留三郎三人一起的原創劇情，通稱「同室系列」經常一起行動，不過他經常和伊作、留三郎經歷不運的事（這個系列完全是一家三口系列）。
人氣排名(下級生組別)第2位。

##### 攝津之 霧丸
又譯桐丸，港譯小丸，攝津國出身，十歲，牡羊座♈，B型，無姓氏（後冠以出身地為姓），在班上擔任圖書委員。因戰爭中大火失去家人變成孤獨一人，得堅強地靠日夜打工維持生活、賺取生活費和學費，也因此非常的小氣，東西只要一抓到就絕不放手，猜拳也只會出石頭。長有一對虎牙。對「便宜」、「免費」等字眼沒有抵抗力，但對「付」、「給我」等字眼極為排斥。只要想到錢的事情雙眼就會銅板化，虎牙也會露出來（唯一一次因被新兵衛撞到腦袋，而對錢完全失去興趣和動力，詳見動畫：第九期28話ドケチに戻れ　の段），有能聽到千里之外掉錢聲音的好耳力、靠聲音和氣味辨認錢幣的真偽。算錢可以心算至八個單位。算盤3級，很會做生意。雖在嚴苛的環境下生存，性格較同年齡的孩子冷漠，但基本上很懂得迎合也較世故。忍術是三人組中最好的。常被亂太郎等人說「明明不愛做白工卻老愛多說話」。放假的時候寄住在土井老師家，同時兼差許多工作（有些工作土井老師會去「視察工作環境」，其實常因此幫忙小丸工作）。也擅於女裝。在動畫中多了一條圍在脖子上的黑色頭巾作為標誌，阿鈴婆婆變成他的小氣師父，常有相關劇情出現。
名字的由來其實是「像錐子（きり）般的尖銳」，因此翻做「霧」丸應和作者本意有出入。
在原著及動畫一人稱均為「俺」，在長輩面前一人稱為「僕」或「私」。
從動畫第16期開始每年都有和長次、小平太、文次郎四人一起的原創劇情，通稱「六年級系列」經常一起打工，不過霧丸有時要幫長次、小平太還有文次郎收拾攤子（不過霧丸覺得和長次打工是最安心和可靠），這個系列長次、小平太還有文次郎就好像員工一樣做事，霧丸就好像一個老闆監督他們做事。
人氣排名(下級生組別)第1位、綜合排名第3位

##### 福富 新兵衛
又譯信平，港譯新丁。堺市出身，十歲，金牛座♉，A型，在班上曾擔任圖書委員（第24集，後因鼻涕弄壞書卷被撤職而和小丸調換），現為用具委員。貿易商福富屋家的兒子，為了鍛鍊身手而遵從父親的指示在忍術學園就讀。性格溫吞穩重，且是個大胃王，興趣是吃和睡。一放長假體重就會暴增（重達十八貫，即大約67.5kg，是在漫畫39集被六年級的潮江文次郎講出來的）。因為脂肪過多在水中會浮起來所以無法潛水，跑步也慢（但在緊急或是和吃有關的時候就會很快），這些特質都使他不適合成為忍者，卻又有強大的怪力。有鼻炎，經常掛著鼻涕，但嗅覺比狗還靈敏，除了鼻涕可作為武器外，新兵衛的頭髮在睡覺起來或加水後硬得可用來當劍山，頭也是名副其實的「石頭」。有蛀牙，耳垢常積很多都沒清。不敢吃海帶（在動畫中最喜歡吃丸子/肉丸）。聽到不了解的事情時眼睛會離很開。在初期遲鈍且愛哭，但在忍術學園經由鍛鍊，（近期）以不招嫌的為人變成具有「順忍」的資質。有一個相當伶俐的妹妹龜子，在動畫中則有一位女朋友阿繁 （港譯：占美）。
一人稱為「僕」，名字取自福富草子。
從動畫第9期開始每年都有和仙藏、喜三太三人一起的原創劇情 ，通稱「嚴禁系列」經常一起行動但新兵衛和喜三太經常會坑仙藏，所以最後經常會以扔寶祿火矢為收場。

##### 其他學生
- 黑木 庄左 卫門（くろき しょうざえもん）（配音員：日本： 松井摩味（1–11期）→（12期以後）；香港 ：區瑞華（第1-14季）→謝潔貞（第15-27季第16集）→陳琴雲（第27季第22集起）→葉曉欣（第27季第40集起）、伍秀霞（代配）；日本電影演員：近藤那由汰）

京都洛北出身，姓氏在漫畫第30集出現。葉組的學級委員長（班長）。動畫初期有時會因對班長的職責過於投入和認真而不懂變通及或甚會得罪他人(參見：第2期 第4話：班長難做  之段)，現已不會出現，但有時仍可能因新學期伊始而過度認真(參見：第23期 第1話： 一年葉組的新學期  之段)，近期則有時會因知識過於豐富而不自覺地搶走了他人的台詞(例如：平太、伏木藏、怪士丸及彥四郎)(參見：第20期 第46話：我的台詞)。家裡是賣木炭的。有輕微工作狂性格，主要是對班長立場過剩(參見：第24期 第07話：帶我去烏冬麵店  之段)。成績優秀且冷靜沉著。有葉組的頭腦之稱，曾有次全班加起來剛好考100分，且當中幾乎都是他的分數。當（班上其他人摸不著頭緒）僅有他能過於理智的分析時，同學們就會說「小庄還是一樣的冷靜耶」（詳見動畫：カメ子の相談　の段），已成為固定模式，也是處於最認真和成績最好時的狀態。不過有時也會奇妙地無厘頭，像小丸所說「好孩子當久了也想自我一下」的天然性格。家中有一個對忍者懷著奇妙想像的祖父以及差很多歲的弟弟( 庄二郎)，休假時常要幫忙帶弟弟（父母已登場，但姓名不詳）。在漫畫和動畫中都不知為何常（單獨/一起）被毒竹忍者抓走，（在一丁班上，被毒竹忍者抓走的次數最多）。興趣是喝茶(茶道)，在忍蛋宿舍中和伊助同寢室。在動畫中曾考慮將來去唐土（事實上對應室町時代是指明朝）、天竺及南蠻留學，夢想是打倒一年伊組。人氣排名(下級生組別)第5位。
- 二郭 伊助（にのくるわ いすけ）（配音員：日本 : 佐藤智惠；鈴木富子（第2期46話代替）；台灣：陳貞伃（中天娛樂台/超視）；香港：陸惠玲；日本電影演員：宇佐美魁人）

河內國出身，十歲，處女座♍，AB型，火藥委員。姓氏在第31集出現。
家裡是開染坊的。在動畫中曾考慮以後要學習忍者服的新染法。性格相當精細而且有潔癖，在動畫中擅長打掃等雜務，和同房的庄左 卫門感情很好，很為朋友著想。（而在原著中）平常雖然比較穩重，但曾在庄左 卫門被毒菇忍者抓走時擔心到人格、情緒變換相當大，為了救同學而展身手；且也有混入拖把竹城的叛忍「僅有的天才」身邊裝當助手單獨調查等等讓人意外的情節發生...可惜的是這些在漫畫中活躍的劇情在動畫中多被別的角色取代了。是葉組中是除了亂太郎，庄左 卫門以外有雙親登場的（雖然名字沒出現）。初期沒有瀏海後來做了修正。名字取自風魔忍者二曲輪豬助（發音同）。
- 山村 喜三太（やまむら きさんた）（配音員：日本 : 鈴木富子（1–11期、電影第1作）→杉本沙織（12期以後、電影第2作）、大和田仁美（代配）；台灣：？→龍顯蕙（華視）／陳貞伃（中天娛樂台/超視）／龍顯蕙（木棉花版本）；香港：雷碧娜、黄麗芳、魏惠娥(代配)；日本電影演員：福本晟也；舞台劇演員：小宮明日翔）

本名喜三堂，又稱喜三田，相模國出身（因父親調職而搬家至近畿），十歲。水瓶座♒，O型，曾為保健委員（第24集，後因在醫務室放養蛞蝓遭撤職而和亂太郎調換），現為用具委員，在漫畫第2集，動畫第一期出場，姓氏則在第28集公開。
父親是武士，因為調職而從風魔流忍術學校轉學至忍術學園，曾曾祖母（山村利利）是女忍者。個性是悠閒且自我的天然呆。在風魔學校中因為要照顧給青蛙當餌的蛞蝓，結果變得喜歡蛞蝓，因而養了一百條以上的蛞蝓，而且全都取名字，可以一隻一隻靠花玟辨認出來，對蛞蝓的知識相當豐富，在動畫中還能讓蛞蝓表演才藝。口頭禪是「啊咧？」，漢字很弱。與金吾同房（在之前是一人獨住）。名字來自熊野喜三太以及一種增稠劑黃原膠（Xanthan gum）。
從動畫第9期開始每年都有和新兵衛、仙藏三人一起的原創劇情，通稱「嚴禁系列」經常一起行動，但他和新兵衛經常會坑仙藏，結果最後會以扔寶祿火矢為收場。
- 皆本 金吾（みなもと きんご）（配音員：渡邊久美子；香港：蔡惠萍（-第23季）→詹健兒（第24季起）；電影演員：津波古太輝）

相模國出身，十歲。雙子座♊，A型，體育委員。漫畫第8集出場，且是葉組中第一個登場就公開全名的學生。
父親是武士皆本武衛，為了矯正金吾愛撒嬌的個性，假裝自己被暗殺來鍛鍊金吾，藉由尋找殺父仇人之旅修行。在途中遇到三人組以及戶部老師，在一連串的誤會解開及真相大白後，遵從父命插班進入葉組。喜歡劍術，將來的夢想是成為一流劍豪。劍術成績不錯，個性老實坦率，雖然討厭蛞蝓，但和喜三太同寢後習慣而克服（但在喜三太放養蛞蝓過度，搞得寢室又濕又臭時也曾經生氣過）。
由於從學園往返在的鎌倉家需花30天的緣故，後來放假時寄住在戶部老師的家。但因戶部老師有會看到蟲子就砍東砍西的毛病，以及常有劍豪找上門單挑的麻煩事，所以師徒二人老被房東趕出租屋。且因是體育委員，常常要比同學先多走一次練習路線，算是刻苦耐勞型的忍蛋。名字來自源賴家。
非常尊敬小平太，不過會被他旺盛的體力一直吊著跑。
- 加藤 團藏（加藤 団蔵（かとう だんぞう））（配音員：江森浩子；香港：梁少霞（-第26季第58集）→成瑤孆（第26季第65集起）/梁少霞《劇場版忍者亂太郎 毒菇忍者隊最強之軍師》；演員：大島璃生）

近江國加藤村出身，十歲，獅子座♌，B型，會計委員。姓氏在第31集確定。
家裡是開馬房的，因此擅長馬術，村民稱呼他為「（少爺）」。愛馬的名字是「（發音取自腦梗塞，即中風）」（動畫中為「肥滿膽固醇號（肥満コレステロール2号）」）。對小細節不在意，標準的男生粗枝大葉性格。最不拿手的是國語，字非常的醜，曾經鬼畫符到讓會計委員會的人看錯數目（千看起來像十，五看起來像万和一）算出大赤字而被土井老師罰留校（詳見動畫：予算会議の乱　の段）。在忍蛋宿舍中與虎若同寢室，兩人有堆了整間的髒衣服都沒洗的可怕紀錄。在動畫中曾和庄左卫門並列為葉組的雙領袖，而常出現和馬有關的事件或被捲入馬被偷的麻煩事。名字取自戰國時代的伊賀忍者，加藤段藏。
人氣排名(下級生組別)第3位。
- 佐武 虎若（さたけ とらわか）（配音員：小林優子；代班：高乃麗、志乃宮風子；香港：沈小蘭、魏惠娥(代配)；電影演員：髙木鈴太朗→大八木凱斗）

紀伊國佐武村出身，十歲，雙魚座♓，A型，曾擔任用具委員，現為生物委員。
父親是鐵砲隊的首領，因此喜歡火繩槍。為能得到火繩槍名手山田老師指導而來忍術學園讀的超級鐵砲迷。只要一拿到最喜歡的槍砲臉就會變形。為了能拿起相當具重量的火繩槍，每天鍛鍊自己從不間斷，可以毫不費力的拿起約7KG重的槍。雖然對火器的知識算豐富，但不知所謂的填藥員（即在狙擊手拿槍瞄準敵人時，在旁協助將彈藥填入備用槍枝的人員），曾在吃飯時咬梅乾的籽，而將對使用槍砲時不可或缺的門牙（因為裝彈藥時常得一手拿槍，一手拿著彈盒，因此就需要以口將塞著彈盒的繩子拉開）咬斷，結果被其父嚴厲責備過（第39集）。崇拜歸仕於佐武村的火繩槍名手照星勝於己父，多次令父傷心(父：我枉為人父啊!)。在動畫的設定中希望能在可以研究火繩槍的城裏當忍者。
- 笹山 兵太夫（ささやま へいだゆう）（台灣：陳貞伃（中天娛樂台/超視）／李明幸（第25季）／劉如蘋（第25季起）；香港：林元春→黃麗芳→林丹鳳（-第27季第4集）→張頌欣（第27季第32集起）、許盈(代配)；電影演員：野間斗晴）

丹波國出身，十歲，處女座♍，O型，作法委員。姓氏在第31集出現。
父親是武士（雖然還沒有出現過，但在漫畫第33集有提到其父所說的話）。很喜歡設陷阱/機關，和同房的三治郎為了磨練當忍者的直覺，在房間各處設過各式各樣的陷阱...在動畫中甚至擴大到經由學園長許可，在學園的地底下造出大規模的機關房，實際上變成他的房間，且技巧還獲得六年級的立花仙藏認同。個性有點皮、毒舌，不知可怕為何物，具有決斷力，但有一點固執。動畫中的設定是將來希望能在忍術學園當老師，馬術成績次於團藏；且在初期似乎是次於庄左 卫門的優等生。名字來自甲賀忍者望月兵太夫。
- 夢前 三治郎（ゆめさき さんじろう）（配音員：江森浩子；代班：峰あつ子；香港：林丹鳳→曾秀清→黃瑩瑩→曾秀清 ；電影演員：小林海人）

本名三洽郎，又稱三冶郎，播磨國出身，十歲，巨蟹座♋，A型，之前曾任用具委員，現為生物委員。姓氏在第31集出現。
父親是山伏（在山裡行走，進行嚴苛修行的行者），放假時會跟父親一起修行鍛鍊身體。性格善體人意且總是笑笑的，不過有時候也會犀利地口出直言。有敏銳的觀察力，在葉組中跑步速度僅次於亂太郎，不過卻是個路癡，和喜三太一樣漢字不強。和同房的兵太夫一樣對機關也頗有興趣。姓氏的由來是兵庫縣的夢前川。

##### 教師
- 土井 半助（どい はんすけ）（配音員： 關俊彦； 于正昇→于正昌→李世扬（華視）／张文俊（衛視中文台、cn卡通頻道）／馬伯強（中天娱乐台、超視）／林谷珍（第24季至25季）／陳幼文（劇場版1、2）、李世扬（劇場版3）； 蘇強文→何國星→蘇強文、黃啟昌（代配）； 刘喜瑞；電影演員：三浦貴大→內博貴；舞台劇演員：森本亮治（初演） / 矢吹卓也（再演)→土倉有貴（初演）/ 真佐夫（再演)→竹村仁志→土井一海 →一洸)

一年葉組的教科指導教師。身高約180cm，25歲，射手座♐，O型，瀨戶內的福原（神戶市）出身。身兼忍術學園火藥委員會顧問，曾在漫畫第19集和三人組同登封面。單身，精通火藥與兵法（但也曾調錯過砲彈的火藥）。忍術學園放假時原本一人住在市町中的大雜院，現在因霧丸寄住而得常幫他打工，很會洗衣服（但自己的衣服常沒空洗）、帶小孩和包尿布（漫畫第44集甚至在土井家中出現備用尿布）。曾經說自己對實技沒有自信，但丟起粉筆百發百中的準確，且點名簿和板擦都可以拿來當做武器；在動畫中的教師面試似乎是考繞口令。髮質很不好，對護髮潤絲什麼的完全沒在理，常因為葉組煩惱到神經性胃炎頻頻發作，但若有人說學生壞話就會很生氣。和常瞧不起葉班的安藤老師處不來。因為常常無法回家也曾被房東以為跑路而將房子租給別人過（漫畫第35集）。
和作者一樣難以接受魚板等熬煮類食物。有解讀混在一起的雜亂對話（詳見動畫：謎の注文　の段）以及意義不明暗號般文字（詳見動畫：ドクたまの招待　の段）的特技。姓氏取自作者的友人，而名字在漫畫中常被誤叫成「三助」。
在官方小説「ドクタケ忍者隊最強の軍師」，他與諸泉尊奈門的打鬥中意外摔下懸崖失憶，然後被八方齋乘機洗腦成自己的軍師「天鬼」，還在命令下差點殺掉忍蛋三人組，幸好他們三人氣到他胃痛發作才讓他恢復記憶。
人氣排名(忍術學園組別和綜合排名)第1位。
- 山田 傳藏（やまだ でんぞう）（配音員： 大塚周夫（1期-23期第21話）→大塚明夫（23期26話-）； 夏治世→孫中台→陳幼文→李香生（華視）／李香生（衛視中文台、cn卡通頻道、第24季至25季）／吳東原（中天娱乐台、超視）／陳進益（劇場版1、2）、林谷珍（劇場版3）； 林保全（-第20季）→葉振聲（第21季起）、馮錦堂、葉振聲（代配）； 韩力；電影演員：寺島進→螢雪次朗；舞台劇演員：今井靖彥）

一年葉組的實技指導教師，46歲，巨蟹座♋，A型，冰之山出身。是個嚴厲又慈祥父親般的老師，為火繩槍名手，且年輕時曾擔任戰忍。妻子曾為女忍者，獨生子（利吉）也是自由忍者，家在可稱為秘境的深山中，單身就職經歷長達十年，因為常要幫葉組補習和補考而無法回家，常惹因利吉也不在必須一人看家的太太生氣。相當擅長變裝術，但非常喜歡女裝，女裝時自稱「傳子」，且曾相當投入的扮演亂太郎和庄左衛門的姊姊過...經常嚇到別人，扮相詭異且噁心的程度可以讓學園的人嚇到逃跑，但總是聲稱為讀者服務。
曾在連載漫畫的朝日小學生日報「柔順直髮票選」中獲得第四名（以傳子之名）。

#### 一年伊組（一年い組（いちねんいぐみ）、一年甲班）
在動畫中一共有12人。成績很好的班級，可説從沒補過習，但實戰經驗缺乏，中間反而由葉組救回。無時無刻都在看書，也有輕敵的毛病。安藤夏之丞和厚著太逸是班上的指導教師。
- 黑門 傳七（くろかど でんしち）（配音員：龜井芳子（天才丸）、佐藤佑子（傳七）；香港：張頌欣（第10、12季）→曹啟謙（第14季起）、鄭麗麗（第11季））

十歲，雙子座♊，B型，作法委員會。時常跟左吉一起出場，瞧不起一年葉組。
- 任曉 左吉（にんぎょう さきち）（配音員：永澤菜教（秀才丸）、梅田貴公美（左吉）；香港：黃玉娟（-第12季）→黃榮璋（-第16季）→麥皓豐（第17季起））

十歲，天蠍座♏，A型，會計委員會。時常和傳七一起出場，同時也瞧不起葉組。
- 今福 彦四郎（いまふく ひこしろう）（声優：齋賀觀月；香港：？（第16季-）→梁少霞（第18-26季）→陸惠玲（第27季））

十歲，水瓶座♒，B型，學級委員長（班長）。動畫中和庄左 卫門感情不錯(可能同樣是學級委員長),但漫畫中明顯生疏得多。羨慕庄左 卫門作為一年葉組的班長的表現。經常被同班同學説為「靠不住的班長」，但被庄左 卫門指出其優點。
- 上之島 一平（かみのしま いっぺい）(配音員：坂戸こまつな；香港：？（-第19季）→凌晞（第20季）→吳羨婷（第21-22季）→成瑤孆（第24季-））

十歲，巨蟹座♋，A型，生物委員會。看起來有點呆，但是實際上是伊組頭腦最好的，因救了毒蛇純子而與其友好。

##### 教師
- 安藤 夏之丞（あんどう なつのじょう）（配音員：德丸完；香港：招世亮）

本名安堂夏之承，又稱安籐夏之誠，一年伊組的教科指導教師及會計委員會的顧問老師。四十六歲，巨蟹座♋，B型。滿臉油光，沒有鬍子，是個喜欢讲无聊的冷笑话的大叔，被其他人稱為「大叔冷笑話」，直至浜守一郎於第23期登場才成為唯一一個欣賞其笑話的人。认为叶班的人都是笨蛋，与土井老师相当不合，單在動畫第一期唯一一次登場就害得土井老师要半裸跑校園。
- 厚著 太逸（あつぎ たいつ）（配音員：中博史（1期起）、中嶋聰彥（7期起）；香港：黃子敬→梁志達→陳欣、張錦江（代配））

41歲，A型，摩羯座♑，一年伊組的實技指導教師及體育委員會的顧問老師。滲透任務常常會出現與山田老師一起行動

#### 一年綠組（一年ろ組（いちねんろぐみ）、一年乙班）
受到老師斜堂影磨的影響，班上的同學也個性陰沉而且害怕骯髒的東西。斜堂影磨和日向墨男是班上的指導教師。
- 鶴町 伏木藏（つるまち ふしきぞう）（配音員：太田真由美（11期）→青山桐子（12期）→坂戸こまつな（16期 -  、電影第2作）；香港：謝潔貞→曹啟謙；舞台劇演員：古賀瑠）

十歲，獅子座♌，A型，保健委員會。比起綠組的其他同學略較開朗，因而羨慕和保健委員會一組的亂太郎。因為伊作和黃昏時城的忍者隊首領雜度昆奈門關係很好，有時會坐在昆奈門的腿上或肩上，甚至比伊作與其關係更親近。喜歡懸疑推理，口頭禪為「這真是刺激又懸疑呀！這就是事件！」。人氣排名(下級生組別)第4位。
- 下坂部 平太（しもさかべ へいた）（配音員：渡邊久美子（？期）→吉田小百合（16期）；香港：曹啟謙（-第26季第31集）→鍾見麟（第26季第58集起））

十歲，巨蟹座♋，AB型，用具委員會。個性膽小，會被嚇得尿褲子。
- 二之坪 怪士丸（にのつぼ あやかしまる）（配音員：佐藤智惠；香港：沈小蘭→陳卓智）

十歲，水瓶座♒，O型，圖書委員會。在忍術學校裡，很害怕獨自外出，因而羨慕和圖書委員會一組的霧丸可以經常外出及兼職。性格有點冷靜，成績理想。
- 初島 孫次郎（はつしま まごじろう）（配音員：嶋方淳子；香港：伍秀霞（-第23季）→詹健兒（第24季起））

十歲，射手座♐，A型，生物委員會。動畫中和三治郎感情不錯(可能同樣是生物委員)，但漫畫中明顯生疏得多。羨慕三治郎作為一年葉組的班長的表現。和一年葉組一起行動時大多和虎若一組。

##### 教師
- 斜堂 影磨（斜堂 影麿（しゃどう かげまろ））（配音員：鈴木清信；台灣：李香生（第24季起）；香港：鄺樹培→李錦綸）

本名斜堂影麻呂，又稱斜坣影靡，一年綠組的教科指導教師及作法委員會(台譯：禮儀委員會)的顧問老師，二十九歲，天秤座♎，A型。討厭鼻涕蟲和粉筆灰，有嚴重潔癖，外表像幽靈，周圍常飄著鬼火，上面跟下面沒有鬍子，還稱為「年輕的男人」，穿女忍者服裝，常常躲在衣櫃或是其他陰暗的地方，有時戴墨鏡，曾經以其陰沉可怕的外表替兵庫水軍嚇走鯊魚。不過因為擔心綠組陰沉的個性，請託過隴夜叉丸幫忙，不過仍以失敗收場。
- 日向 墨男（ひなた ぼくお）（配音員：中嶋聰彥 → 四宮豪 、掛川裕彥（代役）香港：雷霆→潘文柏）

一年綠組的實技指導教師及體育委員會的顧問老師。三十八歲，雙子座♊，O型。特徵是嘴唇非常厚，眉毛前端蜷曲，性格與斜堂老師完全相反，喜歡在陽光底下散步或是曬著太陽睡覺。
漫畫內第一次出場，正逢忍術學園的戰爭演習，日向老師負責探查一年葉組防守的城池，結果被霧丸甩出的鐮刀刀片傷及屁股，破傷風退場。

#### 二年級生
制服顏色為水藍色，雖然有時候會與一年級生鬥氣，但彼此感情不俗。
- 池田 三郎次（いけだ さぶろうじ）（配音員：高乃麗（1期 - 6期途中）→志乃宮風子（6期13話 - ）；香港：林丹鳳→張方正（-第27季第3集）→劉惠雲（第27季第71集起）；電影演員：荒川康太郎）

二年伊組的學生。十一歲，處女座♍，A型，火藥委員會。因為出身自漁家，所以擅長水遁術，前期常與久作惡作劇一年葉組的學弟。
- 川西 左近（かわにし さこん）（配音員：高戶靖廣（3期、5期、8期、12期）→鈴木麗子（9期、12期、13期）→天田有希子（16期）；香港：沈小蘭（-第12季）→黃麗芳（第13季起）；電影演員：飛田光里）

二年伊組的學生。十一歲，天秤座♎，O型，保健委員會。擅長變裝術，個性溫柔但有時會迷糊，更不懂看地圖，經常帶二年級生去錯的地方。是一位「對一年生而言個性較好的二年生學長」，但有時會和池田三郎次和能勢久作一起欺負一年級忍蛋（尤其是亂太郎、小丸和新丁），與一年葉組的三治郎長得極像。他的無法放任有困難的人不管的性格，在第30季第46集有提過。經常和高坂陣內左衛門見面，和他們兩個的感情很好。（不過不在動畫出現。）
- 能勢 久作（のせ きゅうさく）（配音員：峰あつ子（1期）→土門仁（8期 - ）；香港：李錦綸→黃麗芳（-第24季）→雷碧娜（第25季起）；電影演員：坂口淳）

二年伊組的學生。十一歲，巨蟹座♋，A型，圖書委員會。前期常與三郎次惡作劇一年葉組的學弟；脾氣比較容易暴躁。
- 時友 四郎兵衛（ときとも しろべえ）（声優：足立友 → 菊池心 ；香港：？→鍾見麟（第22季起）；電影演員：髙橋龍飛）

二年葉組的學生。十一歲，牡羊座♈，B型，體育委員會。雖然看上去經常發呆，也不常說話，不如其他二年生活躍，但自從羽丹羽石人轉學入來之後，他自己就開始說很多話，還有他的勝於洞察力強，能輕易破解對方的隱身術。
- 羽丹羽石人（はにわ せきと）（配音員：村瀨步)

二年葉組的學生。十一歲，火藥委員會。父親為任職於香波垂時城的武士，由於該城沒有忍者，父親便委託他調查拔天坊欠債事件，藉此進入忍術學園就讀、學習忍者知識。有著像埴輪一般的臉孔。原本是原作者的另一部漫畫『はむこ参る!』中的角色。
他在第28季入學，和時友四郎兵衛感情友好，他們的感情那麼友好因為時友四郎兵衛覺得羽丹羽石人和自己有些地方很相似。
- 樋屋 奇應丸（另譯清丸）（ひや きおうまる）（配音員：幹本雄之）

22歲，射手座♐，O型，歐巴桑的弟弟，近期並無登場。

##### 教師
- 松千代 萬（まつちよ よろず）（配音員：荒川太朗→廣瀨正志→柳澤榮治；香港：黃子敬）

二年伊組的教科指導教師及圖書委員會的顧問老師。二十七歲，牡羊座♈，O型。在粗獷的外表下，其實非常非常的害羞，很容易臉紅。害怕跟人對望。他上課時，學生都必須躲在桌子底下，或者穿上動物裝，否則就會害羞地無法繼續上課。雖然他的性格很害羞，但有時他有一種好可靠的性格，就好像松千代萬老師鼓勵川西左近一樣在第29季。
- 野村 雄三（のむら ゆうぞう）（配音員：藤原啓治；香港：李錦綸）

二年伊組的實技指導教師。三十四歲，處女座♍，AB型。伊賀國出身。喜歡表現得非常優雅，非常討厭薤和蕗蕎(即：辣韭、火蔥)，但是最討厭的是與個性相反的前忍術學園教師，甲賀出身的大木雅之助，兩人時常一見面就會吵架，甚至會打起來。

#### 三年級生
制服顏色為黃綠色，雖然行動通常與四年級合作，關係卻不太好。
- 伊賀崎 孫兵（いがさき まごへい）（配音員：結城比呂（1期）→千葉一伸（3期 - ）；粤语：馮錦堂(第1-4季)→梁偉德（第5季起）；電影演員：澤畠流星）

三年伊組的學生。十二歲，牡羊座♈，B型，生物委員會。喜歡各種有毒及危險的動物，動畫版中最有名的寵物是蝮蛇純子（じゅんこ）和毒蠍純一（じゅんいち），常因他們的脫逃引起騷動。
- 神崎 左門（かんざき さもん）（配音員：宮田幸季；香港：李錦綸→李致林；電影演員：川村廣輝）

三年綠組的學生。十二歲，獅子座♌，B型，會計委員會。綠色的清爽直髮。方向感極差，是個路癡，被稱為「最有決斷力的方向白痴」，但記憶力出色，會將迷路時所得的情報全數帶回。與同委員會的四年綠組學長田村三木衛門不合。清爽直髮排名第9位。名字由來是兵庫縣的神崎川（舊稱・左門殿川）改編而來，與一年葉組的伊助長得極像。
- 次屋 三之助（つぎや さんのすけ）（声優：丸田麻里、渡邊久美子（19期15話代替）；香港：張預東(第16-23季)→胡家豪(第24季35集)→張方正(第24季63集-第25季)→胡家豪(第26季)→張方正(第27季6集)→胡家豪(第27季57集)；電影演員：森彪乃介）

三年綠組的學生。十二歲，獅子座♌，AB型，體育委員會。原作瀏海是金色，在動畫中為褐色。通稱「沒有自覺的方向白癡」，由於方向感和左門是同一等級所以一樣會突然消失蹤跡。
- 富松 作兵衛（と）まつ さくべえ）（声優：青山桐子；香港：梁少霞（-第26季第42集）→成瑤孆（第26季第66集起）；電影演員：鮎川一佳）

三年綠組的學生。十二歲，處女座♍，B型，用具委員會。擁有一頭醒目的紅髮和紅鼻子,說話方式很有男子氣慨，並且有強烈的責任感。對亂太郎他們而言是一位親切認真的好學長。常常擔當阻止左門及三之助迷路的角色，經常地用麻繩綁住他們以防走失。
- 浦風 藤内（うらかぜ とうない）（声優：桃森すもも；香港：？→麥皓豐（第16季57集起）；電影演員：上田雄大）

三年葉組的學生。十二歲，山羊座♑，A型，作法委員會。深藍色頭髮，瀏海翹翹的。做事很認真，對於每件事情都會先做預習，因此被稱為「預習複習魔鬼」。
- 三反田 數馬（さんたんだ かずま）（声優：下野紘；香港：林丹鳳（-第27季第19集）→許盈（第27季第24集）、許盈(代配)；電影演員：植田斗真）

三年葉組的學生。十二歲，雙魚座♓，A型，保健委員會。浅紫色捲髮。總是在意自己沒有存在感，甚至連名字都被忘記。名字來源甲賀忍者大原數馬。

### 上級生

#### 四年級生
制服顏色為紫色，各人個性大不同。雖然行動通常與三年級合作，關係卻不太好。
- 平 瀧夜叉丸（たいらの たきやしゃまる）（配音員：高木涉；台灣：？→何志威（華視）／李明幸（cn卡通頻道、第24季）／劉如蘋（第25季起）；香港：？→馮錦堂(第2-23季)→黃積權(第23季第70、第24季第3、19集)→胡家豪(第24季第25集起)；電影演員：岡山智樹；舞台劇演員：樋口裕太→ 龍人 →西岡諒佑）

四年伊組的學生，十三歲，水瓶座♒，B型，體育委員會。擅長的武器是戰輪，因此還將武器取了「輪子」的稱號。在柔順直髮票選中獲得第2名。自認是學年中的優等生，曾在二年級、三年級時贏得武道大會的優勝。個性自負愛自吹自擂。在體育委員會或是全員出動等情節裡會變成正經的角色。死對頭是大砲同級高手田村三木衛門，常給亂太郎等人惹麻煩。喜歡荷包蛋。人氣排名(上級生組別)第5位。
- 綾部 喜八郎（あやべ きはちろう）（配音員：石田彰；香港：梁偉德；電影演員：奧本凱哉 ；舞台劇演員：布施勇弥→ 大谷誠 → 渡邊嘉寿人 →大谷誠）

四年伊組的學生，十三歲，金牛座♉，AB型，作法委員會。時常面無表情，擅長挖掘陷阱，經常在學園內挖陷阱，將自己的武器各取了名字，鏟土的踏鋤「鋤子」，鐵鍬則是「鐵子」，據說最大的受害者通常是六年級、有「倒楣（不運）委員長」之稱的伊作。有點瞧不起瀧夜叉丸和三木衛門。人氣排名(上級生組別)第2位
- 田村 三木衛門（たむら みきえもん）（配音員：安達忍；台灣：龍顯蕙（cn卡通頻道、第25季起）；香港：？→陳卓智(第6-14季)→李凱傑(第15季起)；電影演員：北村匠海；舞台劇演員： 佐藤流司→ 宮崎翔太 → 三井淳平 → 沖矢悠）

四年綠組的學生。十三歲，牡羊座♈，A型，會計委員會。喜歡過激的武器，是學園大砲高手，將自己隨身攜帶的石火箭稱作「百合子」，另外還有大砲「幸子」，死對頭是平瀧夜叉丸。自稱自己是忍術學園的偶像，自負的個性比瀧夜叉丸輕微一些。和虎若一樣很崇拜火繩槍名師照星。喜歡千層蛋。
- 齋藤 鷹丸（さいとう たかまる）（配音員：浪川大輔；香港：李致林（第15-16季）→麥皓豐（第17季起）；電影演員：溝口琢矢→田中光樹；舞台劇演員：坂下陽春→ 川口ナオ）

中天電視台譯作「隆丸」。
四年葉組的學生。十五歲，天秤座♎，A型，火藥委員會。父親職業是理髮師，但先祖職業是忍者，所以在十五歲時進入忍術學園四年級就讀，但是有時會和一年生一起上課。有能瞬間改變他人髮型的能力。人氣排名(上級生組別)第3位。
- 濱 守一郎（はま しゅいちろう）（配音員：梶裕貴；香港：黃積權；舞台劇演員： 髙畑岬（初演）/ 田口司（再演）→飯塚大夢→ 秦健豪）

四年綠組的學生。十三歲，摩羯座♑，B型，用具委員會。先祖代代都是塊塊城的忍者（塊塊城在70年前失守。）為復興塊塊城習忍，是大男兒性格。忍術的知識是跟隨祖父所學的，由於當時未有火器，對火藥的認識很少。因為繃緊而長期沒有笑，導致笑點很低，因此只是安藤老師的冷笑話而足以令其大爆笑。

#### 五年級生
制服顏色為藍紫色。五人性格不同，但合作無間，關係也很好。
- 不破 雷藏（ふわ らいぞう）（配音員：金丸淳一；香港：蘇強文（-第5季）→李錦綸、梁偉德（第7-8季）、翟耀輝（第13、16季）、陳卓智（第17季）、林丹鳳（第24季代配）；電影演員：三村和敬；舞台劇演員：吉田翔吾）

五年綠組的學生。十四歲，雙魚座♓，O型，圖書委員會。是位個性溫和親切但做事經常猶豫不決的學長。在動畫第三期跟鉢屋三郎一起登場。
- 鉢屋 三郎（はちや さぶろう）（配音員：山崎たくみ；香港：李錦綸→劉昭文（-第23季）→陳耀楠（第24季起）；電影演員：三村和敬；舞台劇演員：久下恭平）

五年綠組的學生。十四歲，雙子座♊，B型，學級委員長（班長）。擅長變裝術，幾乎沒有幾個人清楚他的真面目(只有學園長和山田傳藏兩人知道)。平日愛扮成不破雷藏的樣子，更喜歡扮成新兵衛（因為新兵衛的臉很好扮），一扮成該角色，就會跟隨其性格，很喜歡欺負低年級忍蛋（除了一年級忍蛋之外）。在動畫第三期跟不破雷藏一起登場。擅長的武器是標刀。
- 竹谷 八左卫門（たけや はちざえもん）（声優：東龍一；香港：巫哲棋（-第23季）→李安邦（第24季起）；電影演員：伊藤大翔；舞台劇演員：白又敦 → 才川コージ → 栗原大河）

五年綠組的學生。十四歲，射手座♐，B型，生物委員會兼代理委員長。通常掛上開朗地笑容，持有作為一個飼養者要飼養生物到最後一刻的信念，在動畫第十六期初登場。人氣排名(上級生組別)第4位。
- 久久知 兵助（くくち へいすけ）（声優：小田敏充；香港：胡家豪、李凱傑（代配）；電影演員：高畑翼；舞台劇演員：阿久津愼太郎→ 山崎大輝 → 山木透）

五年伊組的學生。十四歲，雙魚座♓，A型，他是一位態度很認真的人，火藥委員會兼代理委員長。對豆腐的知識很有研究，外號「豆腐小僧」．在動畫第十六期初登場。
- 尾濱 勘右衛門（おはま かんえもん）（声優：渋谷茂；香港：周良鴻（第18-21季）→李凱傑（第22季起）舞台劇演員：佐藤智広）

五年伊組的學級委員長（班長）。十四歲，天秤座♎，O型。他是一位既樂於助人又溫柔的人，對低年級忍蛋非常好。漫畫第13集初登場，名字在第46集揭曉，在動畫第十八期初登場。擅長的武器是萬力鎖。

##### 教師
- 木下 鐵丸（きのした てつまる）（配音員：水鳥鐵夫→ 石井康嗣 ；香港：張錦江（-第26季）→雷霆（第27季起）、葉振聲（代配）；舞台劇演員：翁長卓）

五年伊組的實技指導教師及生物委員會的顧問老師。三十九歲，牡羊座♈，O型。長得很凶惡，卻能夠輕易分辨出已變裝成不破雷藏的鉢屋三郎和不破雷藏二人。

#### 六年級生
制服顏色為綠色。因為忍術學園會隨著升級而出現畢業的學生，因此最高學年的六年級人數特別少，基本上全是委員長。
- 立花 仙藏（たちばなせんぞう）（配音員：保志總一朗、清水愛（電影第二作，女裝）；香港：？→劉昭文→雷霆（第11-17季）→黃啟昌（第18-24季6集）→劉奕希（第24季40集起）、李錦綸（第15季代配）；電影演員：落合扶樹→山崎將平；舞台劇演員：三津谷亮→南羽翔平→荒牧慶彥（初演）/鐘ヶ江洸（再演）→北村健人（初演）/二平壮悟（再演）→湯本健一）

六年伊組的學生。十五歲，摩羯座♑，AB型，作法委員長。漫畫第24集正式登場（最早露臉是在第23集插圖）。動畫在第6期登場。
關於火藥的使用和知識在忍術學園學生中排名第一，且也是學園中個性冷靜見稱。但在動畫中則有易躁、自戀的另一面，最擅長的武器就是寶祿火矢，有個臼炮叫「小臼」。在柔順直髮票選中獲得第1名。座右銘是「忍術是科學」。姓氏的由來是尼崎市立花町，名字則來自甲賀忍者望月仙藏。
從動畫第9期開始每年都有和新兵衛、喜三太三人一起的原創劇情，通稱「嚴禁系列」，每次和這兩個最不該碰火藥的人碰在一起，任務就會不如預期順利，常惹出自爆火藥等災難。

- 潮江 文次郎（しおえ もんじろう）（配音員：成田劍；香港：？→劉昭文（-第23季）→鍾見麟（第24季起）、李錦綸（代配）；電影演員：池田純→松田岳；舞台劇演員：山口賢貴→松田岳→渡邊和貴→海老澤健次→渡邊和貴）

六年伊組的學生。十五歲，獅子座♌，B型，會計委員長。漫畫第29集正式登場（若只有出現名字的話則是在23集），動畫在第6期登場。
忍術學園中最硬派的忍者男。是個鍛鍊狂且毫不懈怠。沒耐性、熱血、好勝。對其他委員會有強烈的敵對意識。只要會計委員中有誰失敗就會藉機全體鍛鍊，所以又稱「地獄會計委員長」。頭超硬，且有遇事不服氣就隨處撞頭的壞毛病，因此牆壁常被他撞破（漫畫中樹也曾被他撞斷）。在動畫中有以後想成為學園長的野望，追加自己的口頭禪「Gingin!(ギンギーン!)」。姓氏的由來是尼崎市潮江，名字則是取自甲賀忍者針文次郎。
從動畫第16期開始每年都有和霧丸、長次還有小平太四人一起的原創劇情，通稱「六年級系列」經常一起打工，不過在這個系列文次郎是最孩子氣的和不會很專注在打工而是很專注在鍛鍊上。
- 中在家 長次（なかざいけ ちょうじ）（配音員：涉谷茂；台灣：陳幼文（劇場版）；香港：陳卓智；電影演員：福田雄也；舞台劇演員：上鶴徹→前山剛久→ 鷲尾修斗 →北園涼→白柏寿大→ 新井雄也 ）

六年綠組的學生。十五歲，天蠍座♏，AB型，圖書委員長。漫畫第26集（最早露臉和仙藏同樣是在第23集），動畫第6期登場。
被稱為「忍術學園第一無口男」。常板著臉且說話聲音很小，讓人幾乎不知他在說什麼，因此需要圖書委員會的其他學弟在旁協助口譯（其實是覆誦）。體格高大具威嚴感，因此讓人覺得「看起來很不像15歲」。沒什麼表情和協調性，但舉止親切，具對事物看法冷靜的性格。似乎懂外語（漫畫第44集）。在圖書館相當嚴守規定，會以其擅長的繩標阻止各種違規行為（詳見動畫：図書委員　の段）。最奇妙的是板著臉的時候心情很好，笑的時候反而是在生氣。在動畫中因為笑容很嚇人，給人一種可怕的感覺。新兵衛的妹妹龜子對他抱有好感。姓氏的由來是尼崎市中在家町，名字則來自甲賀忍者大原長次。
從動畫第16期開始每年都有和霧丸、文次郎還有小平太四人一起的原創劇情，通稱「六年級系列」經常一起打工，在這個系列他是最認真打工的，因為是為了霧丸才這樣。他也會把霧丸放在第一位。
- 七松 小平太（ななまつ こへいた）（配音員：神奈延年；香港：？→雷霆（第7-18季）→曹啟謙（第19季26-45集）→張裕東（第19季67-86集）→曹啟謙（第20季）；電影演員：尾關陸；舞台劇演員：桑野晃輔（初演） / 林明寬（再演）→早乙女じょうじ→木村優良→坂垣怜次）

六年綠組的學生。十五歲，獅子座♌，O型，體育委員長。漫畫第24集（僅有名字的話和文次郎同樣在第23集），動畫第6期登場。
性格明快爽朗，有點少根筋，對任何事情都毫不在意（因為都當成小事）。通常以苦無當作武器。喜歡挖戰壕。有看到東西飛過來就當排球一樣打回去的怪癖（還有一次是用足球射門方式踢壺）。口頭禪是「要勇往直前」。脫韁野馬般的行為常耍著學弟們團團轉。自認體育委員會是委員會中的明星，將會計委員會視為勁敵。體力旺盛到用不完，會將砲彈當足球踹，還能將排球踢到破掉。姓氏的由來是尼崎市七松町，名字則來自甲賀忍者宮嶋小平太。
比較關心金吾，叫金吾的時候會拉他的頭面向小平太。 從動畫第16期開始每年都有和霧丸、長次還有文次郎四人一起的原創劇情，通稱「六年級系列」經常一起打工，他和長次會專注打工，不過他是很隨便地打工（因為他是不會在意這些芝麻綠豆的小事）。這個系列經常出現山賊。
- 善法寺 伊作（ぜんぽうじ いさく）（配音員：置鮎龍太郎；香港：黃啟昌；電影演員：北村將清→根岸拓哉；舞台劇演員：橋本淳（初演） / 陳內將（再演）→土屋シオン（初演） / 椎名鯛造（再演）→安達勇人→反橋宗一郎 ）

六年葉組的學生。十五歲，牡羊座♈，O型，保健委員長。漫畫第26集，動畫第10期首度登場。
個性溫和善良，對亂太郎而言像是大哥般的存在。對藥草、藥品、醫療...等等的知識很豐富，有看到傷者或病患就會衝上前去的本能反應；身上常帶著救護箱。身為在號稱聚集所有倒楣學生、在學園中視為苦差的保健委員會中擔任六年保健委員的保健委員長，所以又被稱為「倒楣委員長」。擅長的武器是亂定劍。雖然在六年生當中最常說是不適合當忍者的，但在為了追加委員會預算時，也會有以裝過檢查糞便的火柴盒、有感冒病菌的擤鼻涕手巾作為武器，或將過期藥品做成藥膳料理...這些無法讓人大意的一面存在。姓名的由來是尼崎市善法寺町以及作者的友人。人氣排名(上級生組別)第1位。
比較關心亂太郎（就像母子關係），亂太郎一有危險伊作就會衝上去救他。
從動畫第19期開始每年都有和亂太郎、留三郎三人一起的原創劇情，通稱「同室系列」經常一起行動，不過經常遇上不運的事。
- 食滿 留三郎（けま とめさぶろう）（配音員：鈴木千尋；香港：李致林；電影演員：長村航希；舞台劇演員：片岡信和（初演） / 近江陽一郎（再演）→前內孝文→小野一貴（初演）/ 秋沢健太朗 （再演）→ 鈴木祐大 ）

六年葉組的學生。十五歲，牡羊座♈，A型，用具委員長。漫畫第22集（但本名在第40集才揭曉），動畫第16期登場。
強氣、容易和人吵架且熱血的性格，屬於武鬥派類型，但意外的是也很照顧學弟。和性格接近的文次郎常吵起來，但該同心協力時還是會合作（只不過這種反常一出現就會下雨）。擅長的武器是鐵双節棍，在宿舍中與伊作同房。最早在漫畫中出現時曾被毒竹忍者挖角，問是否願意擔任毒竹教室老師，但並沒有答應。由於初登場（22集）和再登場（40集）中間有著九年的間隔，於是被稱呼為「九年王子」。姓氏的由來是尼崎市食滿，名字則是來自甲賀忍者瀧留三郎。
從動畫第19期開始每年都有和亂太郎、伊作三人一起的原創劇情，通稱「同室系列」經常一起行動，之前很嫌棄伊作的不運，不過現在不止不再嫌棄伊作的不運，他還會幫他擋下所有不運，伊作一有危險就會衝上去救他，非常擔心伊作的安危。這個系列有時出現毒菇忍者（因為不運）。

### 女忍者班
原文「くノ一」，因為「くノ一」為「女」字，又譯「くの一」，制服顏色為粉紅色，上面有漩渦圖案，在原作中為長袖，但在動畫版中為無袖(但阿繁穿長袖)，配短袖的內衣。
- 山本シナ (港譯:山本梨子)（やまもと シナ）（配音員：、勝生真沙子（電影第1作）；香港：蔡惠萍（-第23季）→黃鳳英（第24季起）；台灣：謝佼娟（超視）；電影演員：中村玉緒（老人）、杏（年輕人））

女忍者班的指導教師。處女座♍，O型。出雲國出身。年齡不詳，是變裝高手，平時會以「年輕的美女」或「慈祥的老婆婆」二種樣貌現身。人氣排名(忍術學園組別)第5位。
- 雪子（配音員：丹下櫻（2期 - 8期、電影第1作）→國府田麻理子（1期、9期 - 、電影第2作）；台灣：？→楊凱凱→黄珽筠（華視）／李明幸（cn卡通頻道、緯來綜合台、第24季）／錢欣郁（中天娱乐台、超視）／劉如蘋（第25季起）；香港：曾佩儀→李秀儀→黃麗芳；電影演員：岩本千波；舞台劇演員：金子有希→ 渋谷美憂→秋山みり)

女忍者班學生。十一歲，摩羯座♑，B型，須磨出身，留橘色長髮，是位千金小姐，和一年葉組一起行動時大多和亂太郎一組。
- 友子（配音員：江森浩子；台灣：盧亮妤→馮美麗→詹雅菁（華視）／胡文沅（緯來日本台）／詹雅菁（緯來綜合台、第24季起）／謝佼娟（超視）；香港：林元春、曾秀清、梁少霞（代配）；電影演員：紅甘；舞台劇演員：丸山未沙希→井川智美→高宗步未）

女忍者班學生。十一歲，牡羊座♈，B型，留藍色長髮，和一年葉組一起行動時大多和霧丸一組。女忍者班的學級委員長。人氣排名(忍術學校組別)第4位。
- 大川 繁/阿繁（大川 シゲ）（台灣：？→龍顯蕙（華視）／龍顯蕙（cn卡通頻道、緯來綜合台、第24季起）／曾允凡（劇場版）；香港：黃麗芳→鄭麗麗（-第26季第48集）→凌晞（第26季第73集起）；舞台劇演員：A：津田美波 / B：美馬利惠子→小玉百夏）

香港無綫譯為 詩美、衛視中文台譯為 阿茂
女忍者班學生。九歲，獅子座♌，B型。新兵衛的女朋友，興趣是幫新兵衛擦鼻涕，也是學園長的孫女，和一年葉組一起行動時大多和新兵衛一組。
- 倉子（配音員：鈴木富子（2期）→渡邊久美子（12期）→吉田小南美（15期-）；香港：雷碧娜）

女忍者班學生。十一歲，天蠍座♏，B型。擁有著跟新兵衛一樣大的食量。
- 詩織（配音員：摩味（1期）→渡邊久美子（2期）→佐藤智惠（12期）→桃森すもも（15期）；香港：曾秀清）

女忍者班學生。十一歲，天秤座♎，O型。特徵為鐮刀形狀馬尾。
- 美加（配音員：摩味（2期）→若菜ようこ（12期）→瀨那步美（15期）；香港：梁少霞→成瑤孆（第27季））

女忍者班學生。十一歲，巨蟹座♋，B型。特徵為圓臉及茶色短髮(動畫版)，身高只比阿繁高。
- 綾香（配音員：佐藤智惠（2期）→三石琴乃（10期）→樹元織江（15期）、桃森すもも（代役）；香港：沈小蘭）

女忍者班學生。十一歲，雙子座♊，AB型。特徵為茶色捲髮及稀疏瀏海，身高很高。
- 奈緒美（なおみ）（配音員：石川寬美（10期）→野中藍（15期）；香港：陸惠玲）

女忍者班學生。只在動畫版登場的角色。特徵為墨綠色頭髮和雀斑。
- 亞子

女忍者班學生。只在動畫版登場的角色。特徵為茶色捲髮並有花朵裝飾。
- 豬豬子（いいこ）

女忍者班學生。只在動畫版登場的角色。特徵為中分瀏海的綠色頭髮。
- 卯子（配音員：高橋和代（10期）→まるたまり（16期-））

女忍者班學生。只在動畫版登場的角色。特徵為較短的紅棕色頭髮。
- 惠惠子（ええこ）（配音員：小林優子（16期））

女忍者班學生。只在動畫版登場的角色。特徵為藍色長捲髮，沒有綁起來。

### 忍術學園的其他人物
- 大川平次渦正（大川平次渦正（おおかわ へいじ うずまさ））（配音員：辻村 真人 → 浦山迅；台灣：？→李香生（華視）／李香生（cn卡通频道、第24季起）／馬伯強（中天娱乐台、超視）／陳幼文（劇場版）；香港：源家祥（第1-12季）→盧國權（第13-26季41集）→招世亮（第26季50集起）青年期：葉振聲（第18季）→麥皓豐（第27季）；普通话：韩力；電影演員：平幹二朗→蘆屋小雁；舞台劇演員：みやけみつる（初演） / 迫英雄 （再演））

香港無綫譯為 岡本校長
學園長，至少有七十歲以上了，獅子座♌，A型，奈良葛城山出身。據說年輕時是天才忍者。和嘻嘻感情非常好。常常想出一些奇怪的忍術或點子把整個學園搞得團團轉。
- 喜姆（配音員：松尾銀三→島田敏；香港：李錦綸；普通话：刘喜瑞）

香港譯為 嘻嘻、台湾譯為 喜姆、大陸譯為 嘿姆嘿姆
忍犬（詳見動畫第1期13集：夏休みがなくなるの段），學園長的好朋友。是學園裡不可或缺的角色。負責敲鐘的工作。人氣排名(忍術學園組別)第3位。
- 食堂的歐巴桑（伯母）（食堂のおばちゃん）（配音員：巴菁子；台灣：華姍→李明幸（華視）／钱欣郁（中天娱乐台、超視）；香港：林丹鳳（-第27季第18集）→黃鳳英（第27季29集起）、雷碧娜（代配）、黃鳳英（第24季代配）；普通话：刘莉；電影演員：古田新太；舞台劇演員：開沼豊）

香港無綫譯為 靚姑 或 飯堂靚姑
處女座♍，A型。非常珍惜食物，廚房就是她的天下。口頭禪是：『絕對不可以吃剩下來。（香港版本：「絕對唔可以食剩任何飯餸」）（台湾版本：「不許剩飯!」）（大陸版本：「不准剩饭!」）』只要沒吃完餐盤裡的東西，就會被她擋下，不准離開食堂。她的珍惜食物的精神來自她的師父(賣丸子店的老闆)。有一名弟弟(棋王丸)。
- 戶部新左衛門（戸部 新左ヱ門（とべ しんざえもん））（配音員：掛川裕彦；香港：張英才→陳永信；普通话：辛敏航；電影演員：山本耕史；舞台劇演員：森大）

三十五歲，天蠍座♏，AB型，駿河國出身。劍術師範。肚子餓的話一點力氣都沒有，會一直發出「晃～」的聲音，逢戰必敗；如果在飽食狀態則打遍天下無敵手。放假時會指導一年葉組的金吾劍術。
- 新野 洋一（にいの ひろかず）（配音員：塚田正昭（已故） →長嶝高士 ；香港：張炳強（-第23季）→梁志達（第24季起）、招世亮、朱子聰（代配））

四十歲以上，雙魚座♓，AB型，忍術學園校醫及保健委員會的顧問老師。
- 吉野 作造（よしの さくぞう）（配音員：藤原啟治；香港：陳永信）

四十歲，水瓶座♒，A型，事務職員室主任及用具委員會的顧問老師。
- 黑古毛 般藏（くろこげ ぱんぞう）（配音員：笹岡繁蔵（1 - 4期）→大友龍三郎（5期 - ）、長嶝高士（代役）；香港：李錦綸）

忍者食研究家。三十七歲，獅子座♌，B型。忍者食是忍者在危急時所食用的糧食，食材常是奇怪的東西，所以忍蛋們都很害怕吃他做的食物。
- 大木 雅之助（おおき まさのすけ）（配音員：高木渉（1期、2期）→子安武人（5期 - ）；香港：鄺樹培（-第10季）→馮錦堂（第11-12季）→招世亮（第13季起））

忍術學園前教師。三十三歲，金牛座♉，A型，甲賀出身。手裏劍的高手。和野村老師是死對頭，現在他在杭瀬村種植野村老師最討厭的薤（ラッキョウ）和蔥。但相對得他討厭飯糰包在裡面的鹹梅(梅子的一種)、納豆、生蛋。人氣排名(其他組別)第4位。
- 小松田 秀作（こまつだ しゅうさく）（台灣：？→林谷珍（华视）／吴东原（中天娱乐台）；香港：雷霆（5-18期）→陳灝瑋（19期起 ）；電影演員：前內孝文；舞台劇演員：輝山立）

十六歲，雙魚座♓，A型，忍術學園裡的事務員，個性迷糊，在忍術及處理雜務方面經常出錯。曾在忍者名鑑，指小松田他擅長於找出任何想進入忍術學園的生物，並要求他（她\牠）在訪客登記簿上簽名，並稱為「忍術學園的最終兵器」。看似不是當忍者的料卻好像有所隱瞞，真實能力不明。人氣排名(忍術學園組別)第2位。
- 大間締 堅藏（おおまじめ けんぞう）（配音員：中村大樹；香港：陳卓智）

原本在一年葉組當實習教師。三十一歲，牡羊座♈，A型。雖然一本正經的，但是有社交恐懼症。
- 突庵 望太（とつあん ぼうた）（配音員：桜井敏治）；香港：黃榮璋（-第16季）→曹啟謙（第17季起））

本名圖哀膃泰，學園長的友人的孫子。二十歲，射手座♐，A型。以前參加過合唱團，和土井半助一樣，有解讀混在一起的雜亂對話的能力（詳見動畫：復讐の落書き　の段）。原本在一年葉組當實習教師，但結果是不合格的。離開忍術學園後，在動畫版本有再度出場。他不斷到別城應徵忍者工作結果沒錄取，最後他已經成功應徵而加入了木耳城，他成為木耳城的忍者後必須要有自己的虛名來隱藏自己本名，他的虛名為「村名琴賴（そんな ことより）」。
- 北石 照代（きたいし てるよ）（配音員：茂呂田薰；香港：陸惠玲）

安藤老師友人的女兒。十九歲，天蠍座♏，B型。原本在一年葉組當實習教師，但結果是不合格的。離開忍術學園後，後來當了派遣忍者。實戰經驗很豐富。
- 出茂鹿之介（でも しかのすけ）（配音員：檜山修之；香港：陳卓智）

十八歲，牡羊座♈，AB型，為了在忍術學園做事務員的工作，常陷害小松田。

### 忍術學園內的各委員會
忍術學園裡面有9個委員會，在一個委員會是由教師負責委員會顧問，另外有高年級學生負責委員會會長，以及數個低年級學生負責參與委員會

#### 會計委員會
- 委員會顧問

一年伊組教科指導教師：安藤夏之丞
- 委員會會長

六年伊組：潮江文次郎
- 委員會成員

四年綠組：田村三木衛門
三年綠組：神崎左門
一年伊組：任曉左吉
一年葉組：加藤團藏

#### 作法委員會
- 委員會顧問

一年綠組教科指導教師：斜堂影磨
- 委員會會長

六年伊組：立花仙藏
- 委員會成員

四年伊組：綾部喜八郎
三年葉組：浦風藤內
一年伊組：黑門傳七
一年葉組：笹山兵太夫

#### 圖書委員會
- 委員會顧問

二年伊組教科指導教師：松千代萬
- 委員會會長

六年綠組：中在家長次
- 委員會成員

五年綠組：不破雷藏
二年伊組：能勢久作
一年綠組：二之坪怪士丸
一年葉組：攝津之霧丸

#### 體育委員會
- 委員會顧問

一年伊組實技指導教師：厚著太逸
一年綠組實技指導教師：日向墨男
- 委員會會長

六年綠組：七松小平太
- 委員會成員

四年伊組：平瀧夜叉丸
三年綠組：次屋三之助
二年葉組：時友四郎兵衛
一年葉組：皆本金吾

#### 保健委員會
- 委員會顧問

忍術學園校醫：新野洋一
- 委員會會長

六年葉組：善法寺伊作
- 委員會成員

三年葉組：三反田數馬
二年伊組：川西左近
一年綠組：鶴町伏木藏
一年葉組：豬名寺亂太郎

#### 用具委員會
- 委員會顧問

忍術學園事務職員室主任：吉野作造
- 委員會會長

六年葉組：食滿留三郎
- 委員會成員

四年綠組：濱守一郎
三年綠組：富松作兵衛
一年綠組：下坂部平太
一年葉組：福富新兵衛
一年葉組：山村喜三太

#### 火藥委員會
- 委員會顧問

一年葉組教科指導教師：土井半助
- 委員會代理會長

五年伊組：久久知兵助
- 委員會成員

四年葉組：齋藤鷹丸
二年伊組：池田三郎次
二年葉組：羽丹羽石人
一年葉組：二郭伊助

#### 生物委員會
- 委員會顧問

五年伊組實技指導教師：木下鐵丸
- 委員會代理會長

五年綠組：竹谷八左衛門
- 委員會成員

三年伊組：伊賀崎孫兵
一年伊組：上之島一平
一年綠組：初島孫次郎
一年葉組：夢前三治郎
一年葉組：佐武虎若

#### 學級委員長委員會
- 委員會顧問

忍術學園校長：大川平次渦正
- 委員會會長

五年綠組：鉢屋三郎
- 委員會成員

五年伊組：尾濱勘右衛門
一年伊組：今福彥四郎
一年葉組：黑木庄左衛門

## 毒竹城

### 主要領導者
- 木野小次郎竹高（きの こじろう たけたか）（配音員：加藤精三→土師孝也；（21期 - ）香港：梁耀昌（第1-5季）→陳曙光（第6-21季）→黃子敬（第22季起）、梁志達（代配））

毒竹城城主，四十八歲，天蠍座♏，B型。常騎著白色紙繪竹馬出現。非常迷信有關「幸運」的東西。
- 稗田八方齋（ひえた はっぽうさい）（配音員：飯塚昭三（已故）→ 間宮康弘（第30期第23話起）；台湾：？→李香生（華視）／李香生（衛視中文台、cn卡通频道、第24季起）／吳東原（中天娛樂台）；香港：陳永信；電影演員：松方弘樹→西田健；舞台劇演員：幹山恭市）

毒竹城忍者隊首領，也是毒竹忍術教室校長。四十九歲，水瓶座♒，A型。頭很大，因此他如果一往後仰，就會因為頭的重量往後倒下而起不來，需要有人在後面幫他扶著頭，名字常被亂太郎等人刻意叫錯。在柔順直髮票選中獲得第3名。
- 大黄奈栗野木下 穴太（おおきなくりのきのした あなた）（配音員：佐藤正治；香港：招世亮；舞台劇演員：さけもとあきら）

毒竹城忍者分隊首領。四十五歲，射手座♐，A型。弱點只有新兵衛知道。
- 達魔鬼（キャプテン達魔鬼（キャプテンたつまき））（配音員：小杉十郎太；香港：陳欣（-第26季）→葉振聲（第27季）；舞台劇演員：高橋光）

毒竹城水軍創設準備室室長，41歳、摩羯座♑、B型。澀鬼的父親。曾在南蠻留學，喜歡用新兵衛父親進口的南蠻香皂洗澡，常因香味太重自曝行蹤。
- 鶴山 龜藏（つるやま かめぞう）（配音員：依田英助（1期）→辻親八（15期）；香港：黃子敬）

- 横槍 入十郎（よこやり いれじゅうろう）（配音員：松尾銀三；電影演員：佐川滿男）

### 毒竹城6人眾
- 風鬼（配音員：笹岡繁蔵（1期 - 5期途中）→大友龍三郎（5期57話 - ）；香港：林國雄（-第25季）→雷霆（第26季起）；舞台劇演員：翁長卓）

毒竹城忍者隊隊員。三十六歲，射手座，A型。風澀鬼的父親。
- 雷鬼（配音員：菅原正志（5期、6期）→菅原淳一（8期）→桜井敏治→長嶝高士（9期）→千葉一伸→鈴木清信（10期）、映画：山崎たくみ；香港：張炳強→蕭徽勇（第27季））

毒竹城忍者隊隊員。火繩槍的高手
- 雨鬼（配音員：山崎たくみ（1期）→掛川裕彥（2期 - ）、森利也（代役）；香港：招世亮）

毒竹城忍者隊隊員。
- 曇鬼（配音員：千葉一伸（4期 - 9期）→中嶋聰彥（2期、10期66話 - ）、鈴木清信（代役）；香港：蘇強文；舞台劇演員：豐）

毒竹城忍者隊隊員。
- 霜鬼（配音員：山崎たくみ（2期 - 4期）→広瀬正志（5期）→長嶝高士→中嶋聰彥（10期）→木村雅史（11期 - ）→鈴木清信（期 - ）、代役：千葉一伸；香港：李錦綸）

毒竹城忍者隊隊員。
- 光鬼（配音員：中田隼人（第17期）→白熊寛嗣（第19期、第20期、第22期、第23期、第24期）；香港：陳卓智）

毒竹城忍者隊隊員。

### 毒竹城忍者教室
毒竹城為了培養優秀的忍者所建立的新忍者學校，由毒竹忍者隊首領稗田八方齋擔任校長，目前有講師二人，學生四人。學生為男女合班，通稱毒蛋（意思為毒竹城忍蛋）。
- 魔界之小路（まかいのこうじ）（配音員：置鮎龍太郎；香港：潘文柏）

毒竹城忍者教室的講師，是毒竹城外聘的忍者。三十五歲，水瓶座♒，AB型，三河國出身。喜歡郵購，常常買到花色很奇怪的褲子。
- 黒戸 影（くろと かげ）（配音員：竹口安芸子；香港：沈小蘭）

毒竹城忍者教室的講師，是毒竹城外聘的忍者。四十歲，雙子座♊，A型。忍者經歷三十年，主婦經歷二十年的老手。會教山澀鬼關於女忍者的忍術。
- 澀鬼（配音員：嶋方淳子；香港：蔡惠萍→鄭麗麗→謝潔貞（-第27季第8集）→陳皓宜（第27季第57集起）、黃淑芬、陳琴雲、鄭麗麗（代配））

港譯甲鬼，毒竹城忍者教室的學生。十歲，雙魚座♓，B型。達魔鬼的兒子，曾為了父親是個非常優秀的忍者而煩惱。在毒蛋中為領導者的地位，成績為其中第一。
- 風澀鬼（ふぶき）（配音員：永澤菜教；香港：馮錦堂（-第11季）→伍秀霞（-第23季）→詹健兒（第24季起）、謝潔貞（代配））

港譯丙鬼，毒竹城忍者教室的學生。十歲，處女座♍，B型。風鬼的兒子，對於總是失敗的父親懷有複雜的心情。
- 威澀鬼（いぶき）（配音員：石川寛美；香港：林元春→林丹鳳（-第27季第8集）→凌晞（第27季第57集起）；台湾：謝佼娟（超視））

港譯乙鬼，毒竹城忍者教室的學生。十歲，牡羊座♈，O型。個性沉著冷靜。
- 山澀鬼（やまぶき）（配音員：三石琴乃、倉田雅世（代役）；台湾：錢欣郁（中天娛樂台、超視）；香港：陳凱婷→張頌欣（第9季起））

港譯丁鬼，毒竹城忍者教室的學生。十歲，天秤座♎，A型。是毒蛋中唯一的女生。崇拜忍術學園女忍者教室的山本品老師。

### 毒竹城的其他關係者
- 稗田 西瓜（另譯椑田希華）（ひえた すいか）（配音員：宮寺智子）

稗田八方齋的妻子。動畫版才有的角色。是個美女但生氣起來很恐怖。

## 黃昏時城

### 主要領導者
- 黄昏甚兵衛（たそがれ じんべえ）（配音員：寶龜克壽；香港：林國雄）

黃昏時城城主。44歲，雙子座，B型。時常被忍術學園的學生們取笑臉長得很奇怪。

### 忍者隊
成員約有百人的實力堅強忍者隊，分成四個小隊，為狼隊、黑鷲隊、月輪隊、隼隊。有自己的忍者村，基本不會對外招募忍者。
- 雜渡 昆奈門（ざっと こんなもん）（配音員：廣瀨正志（14~16期）→森久保祥太郎（18期～）；香港：潘文柏→陳欣（第23季62集）→潘文柏（第24季起））

黃昏時忍者隊首領。36歲，水瓶座♒，O型。身高超過180公分，是在黃昏時城很受歡迎的厲害忍者，但有個會令部下士氣低落的習慣—女性化的坐姿。約27歲時為了救諸泉的父親而嚴重燒傷，所以全身纏著繃帶，且左耳失聰、左眼失明。是位有情有義的忍者，原本與忍術學園是敵對關係，但因為受傷時受到六年級忍蛋-善法寺伊作的 醫治，從而轉為友好關係，也不參加黃昏時城與忍術學園對決的園田村戰爭。人氣排名(其他組別)第2位。
- 諸泉 尊奈門（もろいずみ そんなもん）（配音員：島田敏（16期）→代永翼（18期～）；香港：張裕東（-第23季）→關令翹（第24季起））

黃昏時忍者隊成員，狼隊隊員。19歲，天秤座♎，A型。雖然有實力但因年輕而經驗不足。曾被土井老師用粉筆和和點名簿給打敗，還因此被同僚取笑為阿粉（チョ-くん）、小簿（簿っちゃん），從此一直想打敗土井老師。負責照顧雜渡的生活起居。
- 高坂陣內左衛門（こうさか じんないざえもん） (配音員：山崎巧→渋谷茂（18期68話）→白熊寛嗣（19期31-33話、36話）→三浦祥朗（19期 - ）；香港：陳卓智）

黃昏時城忍者隊成員，狼隊隊員。24歲，天蠍座♏，B型。是諸泉的前輩，與山本是烏帽子親子（無血緣父子）的關係。被雜渡稱呼為「陣左」。非常仰慕雜渡，雜渡曾擔任狼隊隊長，但高坂家世世代代屬於月輪隊，高坂為了加入狼隊而與家族斷絕關係。經常和川西左近見面，他們兩個的感情很好（不過不在動畫出現）。
- 山本 陣內（やまもと じんない）（配音員：島田敏（18期19、43、44話）→山崎たくみ（18期70、74話[13]）→高城元気（19期31、34、36話[14]）→かわむら拓央（18期～）；香港：陳欣）

黃昏時城忍者隊成員，狼隊隊長。44歲，巨蟹座♋，O型。是雜渡的左右手，與高坂是烏帽子親子（無血緣父子）的關係。有六個孩子，最大的10歲。曾被時任忍者隊首領的雜渡父親所救，導致雜渡父親死亡，因而從此效忠於雜渡。
- 押都 長烈（おしつ おされつ）    (配音員：中村悠一；香港：翟耀輝)

黃昏時城忍者隊成員，黑鷲隊隊長。臉上戴著和紙面具，真面目及年齡等一切情報都不明，只能從漫畫判斷應該是中年人。
- 五条彈（ごじょう だん）

黃昏時城忍者隊成員，黑鷲隊隊員。特徵是八字眉及綠色頭髮。名字取自「開玩笑」的日語發音。
- 椎良勘介（しいらかんすけ）

黃昏時城忍者隊成員，黑鷲隊隊員。特徵是紅棕色頭髮，隨身攜帶雜渡的布偶。名字取自「腔棘魚」的日語發音。
- 反屋壯太（そりや そうた）

黃昏時城忍者隊成員，黑鷲隊隊員。特徵是灰色頭髮與濃眉。名字取自「這是當然的」的日語發音。

## 毒笹子城

### 主要領導者
- 毒笹子 市村（どくささこ いちむら）

毒笹子城城主。對自家忍者實力不足感到有點沮喪。

### 忍者隊
首領很強但部下們能力較不足，和毒竹城、臼茸城等惡城忍者交好。
- 毒笹子的精英忍者（どくささこのすごうでにんじゃ）（配音員：島田敏（13~18期）→楠見尚巳（15期）→千葉一伸（19期～）；香港：張方正（第15季）→曹啟謙→鍾見麟（-第23季）→雷霆（第24季）→李凱傑（第27季））

毒笹子忍者隊首領。29歲，獅子座♌，A型。本名不詳，通稱「凄腕さん」，擅長使用流星錘和袖箭等暗器，是非常優秀的忍者，也是忍術學園強大的敵人，但因為部下都是笨拙忍者而苦惱。
- 毒笹子的精英忍者的部下（どくささこのすごうでにんじゃのぶか）（配音員：杉山大（15期、18期）→菅原淳一（18期6話・10話・47話）→白熊寛嗣（19期、23期、27期）→櫻井トオル（21期、22期）；香港：李致林→劉奕希（第26季）→關令翹（第27季））

毒笹子忍者隊成員。21歲，獅子座♌，B型。本名不詳，通稱「ドす部下」、「白目さん」。特徵是眼睛只有眼白，是精英忍者的忠實部下，但實力稍嫌不足。
- 八味 地黃丸（はちみ ぢおうまる） (配音員：中田雅之（8期）→一条和矢（9期）；香港：張炳強（第8季）→梁志達（第9季）→張錦江→？)

毒笹子忍者隊成員。曾扮成占卜師操縱人心。名字的由來為中藥名。為「陽忍」(在大庭廣眾之下運用智謀取勝的忍者)。
- 三黃丸（さんおうまる） (配音員：増岡太郎（8期）→宇垣秀成（9期）；香港：陳永信→陳卓智→關令翹（第27季）)

毒笹子忍者隊成員。八味地黃丸的部下，名字的由來為中藥名。
- 草井 兵四郎（くさい へいしろう）

毒笹子忍者隊成員。曾試圖暗殺臻蘑城公主，但被亂太郎等人阻撓而失敗。性格較急躁。
- 毒笹子的新人忍者A(太郎)（どくささこのしんじんにんじゃA）（配音員：菅原淳一→渋谷茂；香港：招世亮）

毒笹子忍者隊成員。是連「苦無」是什麼都不知道的笨拙忍者。為「陰忍」（隱身潛入敵人內部進行刺探或破壞活動的忍者）。
- 毒笹子的新人忍者B(次郎)（どくささこのしんじんにんじゃB）（配音員：木村雅史→山崎たくみ；香港：劉昭文）

毒笹子忍者隊成員。是連「苦無」是什麼都不知道的笨拙忍者。為「陰忍」（隱身潛入敵人內部進行刺探或破壞活動的忍者）。

## 風魔流忍術學校
- 山野 金太（やまの かなた）（配音員：菅原淳一；香港：張炳強→葉振聲（第27季））

風魔流忍術學校老師。喜三太就讀風魔忍術學校時的班導師。因為同樣是為學生辛勞的老師，所以和山田老師情意相投。
- 古澤 仁之進（ふるさわ じんのしん）（配音員：大塚芳忠；香港：朱子聰（-第23季）→翟耀輝（第26季起））

風魔流忍術學校一年級。喜三太就讀風魔忍術學校時坐同桌的同學，中年才決定要當忍者所以成為很老的一年級生。
- 錫高野 與四郎（すずごうや よしろう）（配音員：私市淳；粵語：李致林）

風魔流忍術學校六年級。15歳，摩羯座♑，A型。優秀的忍蛋，是山野老師的左右手。喜三太就讀風魔忍術學校時和他感情很好。長相和忍術學園六年級忍蛋-食滿留三郎很相似。雖會說標準日語，但平常使用神奈川方言，除了相模國出身的喜三太和金吾以外幾乎沒人聽得懂。人氣排名(其他組別)第3位。
- 安中 茂作（あんちゅう もさく）（配音員：鳥海勝美；香港：李錦綸→李鎮然（第26季起））

風魔忍者。畢業於風魔流忍術學校。因為接受惡城委託從事暗殺工作，名聲很差。曾經試圖暗殺學園長。
- 安野 壤（あんの じょう）（配音員：江川央生；香港：潘文柏→張錦江→）

風魔忍者。畢業於風魔流忍術學校。有章魚一般的眉毛。與安中一起做暗殺工作。曾經試圖暗殺學園長。
- 海松 萬壽烏（みる ますからす）（配音員：田中一成（12期～19期）→半田裕典（27期～ ）；香港：陳欣→葉振聲）

暗殺者兼派遣忍者。因為曾經殺害許多風魔忍者，有「風魔殺手」的稱號，與小弟土壽烏一起做暗殺工作。個性沉著且冷血，是幾乎沒有失手過的高手，唯多次暗殺學園長都以失敗告終。
- 土壽烏（どすからす）（配音員：川中子雅人；香港：潘文柏→陳卓智）

暗殺者兼派遣忍者。因為曾經殺害許多風魔忍者，有「風魔殺手」的稱號，與大哥萬壽烏一起做暗殺工作。多次暗殺學園長都以失敗告終。

## 兵庫水軍
- 兵庫 第三協榮丸（ひょうご だいさんきょうえいまる）（配音員：鹽屋浩三；香港：林國雄（-第25季）→翟耀輝（第26季起）；舞台劇演員：北村圭吾）

35歲，處女座♍，O型。帶領兵庫水軍，是兵庫水軍內的總大將，不過他不會游泳，還會暈船，甚至把該如何溺水當作自己的專長引以為榮。是個受優秀部下們尊敬的老大。人氣排名(其他組別)第5位。
- 兵庫 第四協榮丸（ひょうご だいよんきょうえいまる）（配音員：鹽屋浩三；香港：招世亮）

兵庫第三協榮丸的弟弟。二人長得幾乎完全一樣，僅能從黑痣的位置識別（第三協榮丸的痣在左臉，第四協榮丸在右臉）。
- 鬼蜘蛛丸（おにぐもまる）（配音員：岩永哲哉；香港：陳欣（-第26季）→關令翹（第27季）；舞台劇演員：杉江優篤）

第三協榮丸的手下，二十五歲，牡羊座♈，O型。和第三協榮丸剛好相反，在陸地上會「暈陸」，在船上卻像一條活龍。為「船上四功臣」之一，擔任「山立」（航海士，行船時辨識一切狀況再告知舵手者）的職務。擅長武器：やがらもがら
- 蜉蝣（配音員：江川央生→福崎正之（17 - 19期）→井口祐一（20期 -）；香港：陳永信；舞台劇演員：翁長卓→新田健太）

第三協榮丸的手下，「暈陸」的情況也是非常嚴重，三十一歲，牡羊座♈，O型。為「船上四功臣」之一，擔任「舵取り」（舵手）的職務。擅長武器：腰包丁
- 疾風（配音員：菅原淳一（11期）→植倉大（12期 - ）；香港：朱子聰→雷霆→鄧志堅→雷霆）

第三協榮丸的手下。三十一歲，天蠍座♏，B型，已婚。怕鬼。為「船上四功臣」之一，擔任「手引」（掌帆員）的職務。
- 由良四郎（ゆらしろう）（配音員：木村雅史→島田敏（10期 - ）；香港：張炳強（-第23季）→張錦江（第24季）→蕭徽勇（第25-26季））

第三協榮丸的手下。二十九歲，巨蟹座♋，O型，已婚，有一個女兒。為「船上四功臣」中，擔任「船頭」，其地位亦是最高者。
- 義丸（配音員：山崎たくみ；香港：招世亮、張方正（代配）；舞台劇演員：薫太）

第三協榮丸的手下，擔任「鈎役」的職務，戰鬥力最強。二十五歲，天秤座♎，B型。擅長武器：須磨留
- 舳丸（配音員：福山潤；香港：陳卓智；舞台劇演員：橘龍丸）

第三協榮丸的手下，二十三歲，處女座♍，AB型。擔任「水練」的職務，主要的工作是在海中探索。泳技最強。是個面癱，但是很溫柔。擅長武器：投げ焙烙
- 重（配音員：岸尾大輔→私市淳；香港：？→馮錦堂→陳耀楠（第24季起））舞台劇演員：倉本発）

第三協榮丸的手下，十七歲，獅子座♌，O型。擔任「水練」的職務，主要的工作是在海中探索。擅長遠泳。十分尊敬前輩舳丸。擅長武器：海部刀
- 間切（配音員：高瀬右光；香港：胡家豪；舞台劇演員：渡辺貴裕）

第三協榮丸的手下，十八歲，雙魚座♓，A型，擅長武器為「熊手」。擔任「水夫」（海員、水手）。具有「暈陸」症狀。
- 東南風（やまじ）（配音員：中尾みち雄；香港：周良鴻）

第三協榮丸的手下，十九歲，水瓶座♒，O型。原本是孤兒，實力相比四功。身高一百八十公分以上。擔任「水夫」（海員、水手）。
- 網問（配音員：近藤広務；香港：黃積權；舞台劇演員：小田川颯依）

第三協榮丸的手下，十六歲，雙子座♊，B型，擅長武器為「シビツキ」。原本是孤兒，愛奴人(初期設定為尼夫赫人)，名字由來為愛奴語的「海」。從故鄉北海道開始輾轉在各地水軍工作，最後在兵庫水軍落腳。擔任「水夫」（海員、水手）。
- 航（配音員：北村允志）

第三協榮丸的手下，十七歲，獅子座♌，O型。擔任「水夫」（海員、水手）。
- 白南風丸 (しらはえまる)    (配音員：梯篤司；香港：林筠翔→關令翹（第24季起）)

第二十期登場，第三協榮丸的手下。跟第三協榮丸一樣會暈船且不會游泳。為「隱身盾之役」（持盾保護鈎役的職務）的候補人員。

## 其他人物
- 豬名寺 平之介（いなでら ひらのすけ）（配音員：西川幾雄→平野正人（25期 - ）、島田敏（年輕時）；台灣：馬伯強（中天娱乐台）；香港：黃子敬、張炳強（代配）；電影演員：中村獅童）

亂太郎的父親。認為自己是經常被忽視的三流忍者而感到煩惱，平日以農夫為業，戰爭時以賣便當的平民身分作獲取情報的工作。
- 亂太郎的母親（乱太郎の母）（配音員：真山亜子；台灣：龍顯蕙（緯來綜合台）；香港：雷碧娜；電影演員：檀麗）

亂太郎的母親。家庭主婦。
- 新兵衛的父親（しんべヱの父）（配音員：緒方賢一；香港：陳曙光（-第21季）→馮志輝（第22-23季）→潘文柏（第24季起）；舞台劇演員：開沼豊）

四十三歲，天秤座♎，O型。福富屋的主人。是有錢的大商人。
- 福富 龜子（福富 カメ子（ふくとみ かめこ））（香港：曾秀清（-第17季）→羅杏芝（第18-20季）→凌晞（第21季起））

五歲，雙子座♊，B型。新丁的妹妹。對中在家長次有好感。
- 山田 利吉（やまだ りきち）（配音員：結城比呂（一、二期）岡野浩介（三期之後），高城元氣（童年）；香港：李錦綸、梁少霞（童年）；電影演員：木村遼希→鈴木勝吾；舞台劇演員：末野卓磨→松原凛）

山田老師的獨生子，十八歲，雙子座♊，AB型，身高約171cm。漫畫第4集登場，第25集封底人物。
非常搶手的自由忍者。忍術上的表現相當出色，且也是繼承其父之技的火繩槍名人。基本上雖對父親很尊敬，但唯獨扮女裝時敬而遠之。本身也擅於變裝，五官特徵雖然和父親有像但卻是個帥哥，因此他和山田老師的親子關係被稱為「忍術學園七大不可思議」之一。雖會為了勸因工作而常常回不了家的父親而來學園探訪，但事實上卻是比其父還嚴重的工作狂。（動畫劇本上的）暱稱是「吉吉」、日本粉絲對他的愛稱是「リッキ（發音:RITKI）」。在柔亮直髮票選中獲得第6名。
他並不是忍術學園的畢業生；在動畫中則提過「當忍者前曾在喫茶店打工」。
人氣排名(其他組別)第1位、綜合排名第2位。
- 加藤 飛蔵（かとう とびぞう）（配音員：稻葉實；香港：馮錦堂→李錦綸（第27季））

三十三歲，牡羊座♈，B型。團藏的父親，加藤村的馬伕老大。名字的由來是戰國時代的伊賀忍者，加藤段藏的別稱「飛加藤（飛び加藤（とびかとう））」。
- 清八（配音員：鈴村健一；香港：梁偉德）

二十一歲。加藤家的馬伕，稱呼團藏為「（少爺）」。即使在跑步中也能簽訪客登記簿，字寫得很好看。
- 源兵衛（げんべえ）

加藤村的馬階。28歳、雙子座♊、B型。清八、喜六的兄貴分。
- 金樂寺的和尚（金楽寺（きんらくじ）の和尚）（配音員：茶風林；香港：黃子敬；舞台劇演員：迫英雄）

曾經是個忍者，亦是學園長的好友。
- 珍念（配音員：茶風林；香港：黃子敬）

曾經是個忍者，亦是矮和尚。
- 阿鈴婆婆（おりん）（配音員：佳川紘子（1期）；滝沢ロコ（15期）；香港：區瑞華→沈小蘭→林丹鳳→雷碧娜）

四十歲。巨蟹座♋，A型，有時很喜歡找霧丸，以及新兵衛和亂太郎。
- 龍王丸（りゅうおうまる）（配音員：丸山詠二（1期 - 23期）；宮澤正（24期 - ）、掛川裕彦（4期）青年期：江原正士（1期）→遊佐浩二（18期）；香港：招世亮→譚炳文→招世亮（第24-26季）→李錦綸（第27季）青年期：雷霆（18期）→李鎮然（第27季））

學園長的朋友，四十歲，摩羯座♑，A型，遇到三人邦他們。
- 佃 弐左衛門（つくだ にざえもん）（配音員：北村弘一；（3期、4期）→長島雄一（9期 - ）、辻親八（代役）；香港：黃子敬）

就是一位舞竹城的老人，44歲，天秤座♎，AB型，遇到自然薯居士他們
- 自然薯 居士（じねんじょ こじ）（配音員：高瀬右光；香港：黃子敬）

在幻術的情況下，35歲，處女座♍，A型，遇到佃弐左衛門他們
- 里芋 行者（さといも ぎょうじゃ）（配音員：坂口賢一；（9期 - 12期）→中村大樹一（13期 - 16期）、池田知聡（17期 -）；香港：陳欣）

是幻術使的第二人稱，自然薯居士的一番弟子。26歳、摩羯座♑、A型，變裝好得意忘行
- 辺野 茂平次（への もへいじ）（配音員：大川透→山口太郎；香港：李錦綸）

就是一位新忍者，二十三歲，射手座♐，AB型，遇見亂太郎與庄左衛門、以及喜八郎的手下，看到伊助和三郎次，曾被山田老師用火繩槍和點名簿打敗
- 屈木 伊太郎（くつき いたろう）（配音員：鈴木清信（2期）→千葉一伸（4期）、古川裕隆（22期）；香港：李錦綸）

盗賊團各座党一員，二十五歲，處女座♍，AB型，遇到亂太郎、以及霧丸和新兵衛
- 花房 牧之介（はなぶさ まきのすけ）（配音員：山口勝平；台灣：？→龍顯蕙（華視）／龍顯蕙（cn卡通頻道、第24季起）／陳貞伃（中天娛樂台/超視）；香港：郭志權（第1-4季）→梁偉德（第5季起））

攝津國的浪人，大和國出身。自稱自己是劍豪，總是認為自己的劍術很厲害，常在做奇怪的特訓，動不動就扮演動物，一直以打倒戶部新左衛門為目標。他多次使用卑鄙作戰來打倒戶部新左衛門結果以失敗收場，有時還遇到亂太郎他們而糾纏不清。常常說戶部新左衛門是彼此永遠的敵人，但是戶部老師完全不承認。容易把自己形容的過於誇大，但其實是個沒有膽量的人，遇到解決不了的事情就拔腿落跑，也因此工作時常虎頭蛇尾。
- 貝原 太郎（かいばら たろう）（配音員：沼田祐介；香港：鄧港文→陳耀楠（第26季））

攝津國的部下，二十三歲，摩羯座♑，B型。遇見亂太郎、霧丸和新兵衛，找山田老師商量。
- 黑木 庄二郎（くろき しょうじろう）（配音員：江森浩子）

庄左 卫門的弟弟，放假時由庄左 卫門照顧。
- 小松田 優作（こまつだ ゆうさく）（配音員：山崎巧；香港：曹啟謙）

十九歲，小松田秀作的哥哥。在京城開設扇子店。
- 今和野 極三（いまわの きわぞう）（配音員：筈見純（1期）→辻親八（7期 - ））

這是一位帥氣的老闆，二十三歲，摩羯座♑，AB型，遇見亂太郎、阿丸和新兵衛
- 板井野 飛田（いたいの とんでん）（配音員：增岡弘）

鎮上的冒牌醫生，做盡了壞事，是沒有醫德的醫生。
- 抜天坊（ばってんぼう）（配音員：島香裕；香港：黃子敬→招世亮（-第18季）→朱子聰（第19-23季）→陳卓智（第24季起））

本名拔跕發，48歲，雙魚座♓，B型，利梵的父親，這時福富屋拿出學園長的指令說一年葉班要去調查拔天坊的房子，而且只能靠自己想辦法，後來班長庄左衛門就說像之前一樣扮成山伏(日本的一種僧人)吧，霧丸說上次是山田老師扮的，這次不行啦，但小庄就說我們班也有人會啊!後來三治郎很無奈的扮裝(衣服底下塞了其他10人當他的腳XD)，到了拔天坊家門口，先回家的牡丹對拔天坊說外面有人想幫我們免費驅邪氣，三人組邊查邊閒談時，提到一個不記得名字的術，旁邊有人說是一種古老的咒術叫厭魅之術，結果三人組一聽到聲音要逃卻被叫住，原來是先潛入這裡。
- 利梵（りぼん）（配音員：浅井晴美；香港：伍秀霞（-第23季）→黃鳳英（第24季起））

抜天坊的兒子，十歲，牡羊座♈，B型，48巻登場。
- 牡丹（ぼたん）（配音員：真堂圭；香港：成瑤孆）

抜天坊的女兒，十一歲，天蠍座♏，B型，48巻登場。
- 宇奈月 十太夫（うなづきじゅうだゆう）（配音員：稲葉実、丸山詠二、三森鈴子(幼年時期)；香港：陳欣、曹啟謙（幼年）)

四十五歲，射手座♐，AB型。曾經是忍術學園的忍蛋，很崇拜山田傳藏。因為有一對閃亮大眼睛所以總是戴著太陽眼鏡，不做忍者後改開鰻魚丼飯店，生意很好。
- 灰洲 井溝（はいすいこう）（配音員：池田知聡；香港：林國雄→陳欣）

有著很深的熊貓眼，是飯加玄南的叔叔兼師父
- 飯加 玄南（いいか げんなん）（配音員：檜山修之；香港：曹啟謙→鄧志堅（第24季-））

蒼老臉的十三歲，一名劍豪，是灰洲井溝的徒弟。由於認為洗澡時疏於防備，會受到敵人的襲擊，所以經常不洗澡，也不洗衣服，身上散發著非常濃厚的臭味。
- 原 伊丹之守若元（はら いたみのかみ わかもと）（配音員：石森達幸（1期）→清川元夢（19期））

禿頭加上髮髻，三十二歲，天蠍座♏，O型，遇到亂太郎、阿丸和新兵衛
- 野牛 金鐵（やぎゅうきんてつ）（配音員：矢田稔（1期）→中博史（2期 - ）香港：黃子敬）

一名劍豪，是位非常有精神的老爺爺，真毛野押美的師父。
- 真毛野 押美（配音員：徳丸完（1期 - 16期）→浦山迅（19期 - ）→遠藤純一（24期 - ）；香港：招世亮→陳灝瑋→招世亮（第24季-））

野牛金鐵的徒弟，非常好鬥，有著極度不服輸的個性，時常死鴨子嘴硬的狡辯，讓大家很頭疼。
- 尼夏 籐九郎（あまなつ とうくろう）（配音員：岸野一彦（8期・16期）→後藤光祐（27期 ）；香港：盧國權（第8、16季）→梁志達（第27季））

來自是一位有名的劍豪，29歲，牡羊座♈，O型，遇見戶部老師訓練
- 天座毛 粕次郎（あまざけ かずじろう）

他是一個禿頭，加上髮髻，23歲，巨蟹座♋，AB型，他喜歡最愛偷錢
- 房東先生（配音員：五島慎；香港：張炳強→譚炳文（-第23季）→林國雄（第24-25季）→黃子敬（第26季起）、陳曙光（代配））

土井老師的房東。